# Pallacanestro Varese 2008-2009
La Pallacanestro Varese 2008-2009, sponsorizzata Cimberio, ha preso parte al campionato professionistico italiano di Legadue.

## Storia
La squadra è reduce dal deludente ultimo posto in serie A dell'anno precedente con conseguente retrocessione. Per centrare l'immediata risalita il club si affida alla guida tecnica di coach Stefano Pillastrini. Rispetto alla stagione precedente vengono riconfermati solamente capitan Galanda, il play Passera, il giovane Genovese e la guardia-ala Boscagin, che salterà per infortunio 9 partite prima di trasferirsi a Reggio Emilia.
Al termine di un campionato equilibrato i varesini conquistano primo posto e promozione all'ultima giornata, grazie alla vittoria casalinga per 81-70 ottenuta proprio contro la diretta inseguitrice, la Prima Veroli.

## Risultati
- Legadue:
  - stagione regolare: 1º posto su 16 squadre (21-9);
    - promozione in Serie A;
- Coppa Italia di Legadue:
  - eliminazione in semifinale contro Veroli.

## Roster
| Giocatori |
| --------- |

|    | Naz.                   | Ruolo | Sportivo           | Anno | Alt. | Peso |  |
| -- | ---------------------- | ----- | ------------------ | ---- | ---- | ---- |  |
| 4  | Italia (bandiera)      | P     | Marco Passera      | 1982 | 181  | 74   |  |
| 5  | Stati Uniti (bandiera) | P     | Randolph Childress | 1972 | 190  | 90   |  |
| 8  | Italia (bandiera)      | AC    | Riccardo Antonelli | 1988 | 203  | 88   |  |
| 9  | Italia (bandiera)      | PG    | Lorenzo Gergati    | 1984 | 190  | 86   |  |
| 10 | Italia (bandiera)      | A     | Giacomo Galanda    | 1975 | 210  | 110  |  |
| 11 | Italia (bandiera)      | G     | Salvatore Genovese | 1987 | 198  | 95   |  |
| 14 | Italia (bandiera)      | AC    | Niccolò Martinoni  | 1989 | 202  | 86   |  |
| 17 | Italia (bandiera)      | AC    | Simone Cotani      | 1981 | 201  | 102  |  |
| 18 | Germania (bandiera)    | GA    | Misan Nikagbatse   | 1982 | 192  | 90   |  |
| 28 | Stati Uniti (bandiera) | AC    | Kaniel Dickens     | 1978 | 203  | 100  |  |

| Staff Tecnico                   |
| ------------------------------- |
| Allenatore: Stefano Pillastrini |
| Assistente: Daniele Cavicchi    |

| Giocatori acquisiti a stagione in corso |
| --------------------------------------- |

|    | Naz.                                  | Ruolo | Sportivo                       | Anno | Alt. | Peso |  |
| -- | ------------------------------------- | ----- | ------------------------------ | ---- | ---- | ---- |  |
| 20 | Belgio (bandiera) · Italia (bandiera) | PG    | Dimitri Lauwers dall'8 gennaio | 1979 | 187  | 92   |  |

| Giocatori ceduti a stagione in corso |
| ------------------------------------ |

|   | Naz.              | Ruolo | Sportivo                            | Anno | Alt. | Peso |  |
| - | ----------------- | ----- | ----------------------------------- | ---- | ---- | ---- |  |
| 6 | Italia (bandiera) | GA    | Giorgio Boscagin fino al 5 febbraio | 1983 | 196  | 87   |  |

Legaduebasket: Dettaglio statistico